# Michael Sonnenreich
Michael Roy Sonnenreich (pronunciación en inglés: /ˈmaɪk(ə)l rɔɪ zɔnənraɪç/: / ˈmaɪk(ə)l rɔɪ zɔnənraɪç /) es un abogado, coleccionista de arte, y un filántropo quién anteriormente trabajado en tecnología, farmacéutico, y marketing global.  Es notable para co-creando el Controló Acto de Sustancias mientras sirviendo como el Director Ejecutivo del Shafer Comisión.

Sonnenreich Es el Presidente del Tablero de Kikaku América Internacional, Wi2Wi, Presidente del Fondo para Conservar Estados Unidos Tesoros Diplomáticos En el extranjero (un subdivisión del Ministerio de asuntos exteriores), y Presidente de Vicio de PharMa Empresa Internacional en Tokyo, Japón. Es un licenciado  de Harvard Escuela de Ley Universitaria, la Universidad de Wisconsin, y la Universidad de Madrid, España.

## Carrera

### Gobierno
Sonnenreich Sirvió de 1963-1965 como Alférez en el militar y era honorably liberó. Empiece servir en el Departamento de Justicias' división de ley criminal para unos años de par. Entonces, Sonnenreich había transferido a la Agencia de Narcóticos y Fármacos Peligrosos (BNDD; división del Departamento de Justice) cuando Consejo de Jefe del Diputado de 1969-1971, y era más tarde nombrado por Presidente Nixon para ser el Director Ejecutivo de la Comisión Nacional encima Marihuana y Abuso de Fármaco / Shafer Comisión de 1971-1973. Mientras allí, con la ayuda de su amigo cabeza de Consejo de Casa Blanca John Dean y el Director del BNDD John Ingersoll,  formularon el Controló Acto de Sustancias. Sea también Presidente del Nacional Coordinando Consejo encima Educación de Fármaco de 1973-1974.

### Relaciones con Arthur M. Sackler
Mientras trabajaba en la Agencia de Narcóticos y Fármacos Peligrosos, Sonnenreich luchó casos en contra psiquiatra Arthur Sackler respecto de Betadine, Senaflax, Librium y Valium. A pesar de que en lados opuestos de estos casos, Sackler se acercó Sonnenreich para unir su equipo legal. Sonnenreich En el tiempo se quiso quedar "con el gobierno" y no quiso ser afiliado con Sackler. En tiempo, aun así, Sonnenreich aceptado su oferta de trabajo. Sonnenreich Trabajado con Sackler para más de una década. Sackler Dio Sonnenreich la capacidad de controlar sus ventajas y stocks mientras trabajando para él. Cuando Sackler muerto en 1987, Sonnenreich ayudado establecer el Arthur M. Sackler Galería en el (Galería más Libre de Arte/Smithsonian Institución) para preservar algunos de ambos sus fondos de arte.

### Carrera más tardía
Sonnenreich Ha servido como miembro de tablero y trustee de muchas compañías, entre ellos Tyhee Desarrollo Corp. Ltd., americano Científico, y Médico Tribune Internacional. Sonnenreich Era presidente del Washington Ópera Nacional de 1996-1998 y otra vez en 2002-2006. Sea presidente  del  DC Festival de Jazz (2010-2014) y comisario de la DC Comisión en las Artes y Humanidades (2008-2011). Secretario Glickman y Sonnenreich dirigir la conferencia internacional encima control de gobierno y el suministro alimentario mundial en 1997, mientras Sonnenreich era en el tablero en Tufts Universidad. En 2007, Sonnenreich "utilizado su extenso Rolodex (y uncanny capacidades políticas) para ayudar liberar un grupo de jailed los trabajadores emplearon en una fábrica americana en Asia, así evitando el cerrado-abajo de las operaciones de aquella compañía," incitando una reconciliación con el gobierno anfitrión.

### Reconocimiento
En 2008,  esté nombrado Señalado Washingtonian por el Club Universitario de Washington, D.C.. También, la Revista de Vida del Washington listó Michael Sonnenreich en el Poder 100 tres tiempo consecutivo, occuring en 2007, 2008, y 2009.

## Lectura adicional

### El comité
- Oídos, Informes e Impresiones del Comité de Casa en Apropiaciones. Congreso de EE.UU.. (1971). Oficina de Impresión de Gobierno de EE.UU.[35]
- Informe del Tablero en el Impacto de Información encima Uso de Fármaco y Abuso, Fase I. (1972). Academia nacional de Ciencias.[36]
- Marihuana Búsqueda y controles legales (1974). Oídos antes de la Subcomisión encima Alcoholismo y Narcóticos del Comité encima Trabajo y Bienestar Público, Senado de Estados Unidos, Noventa-tercer Congreso, segunda sesión ... Noviembre 19 y 20 (1974).
- Comité de Senado de Congreso de Estados Unidos encima Trabajo y Subcomisión de Bienestar Público encima Alcoholismo (1975). Congreso de Estados Unidos.[37]
- Diario Diario presidencial, compiló 10-1969 (1969). La Casa Blanca.[38]
- Anderson, Patrick. Alto en América. (2015). Prensa de Condado del Garrett.[39]
- Sonnenreich, Mirchael, Bogomolny, Robert, Graham, Robert J. Manual de narcótico Federal y leyes de fármaco peligroso (1969). Para venta por el Supt. De Docs., EE.UU. Govt. Impresión. Oficina[40]
- Segundo Supplemental Apropiación Bill (1971). Oídos Antes de Subcomisiones del Comité en Apropiaciones, Cámara de Representantes, Noventa-segundo Congreso, Primera Sesión (1971). Oficina de Impresión de Gobierno de EE.UU.[41]